# Yim Tin Tsai (Tai Po)
Pour l'île homonyme du district de Sai Kung, voir Yim Tin Tsai (Sai Kung).

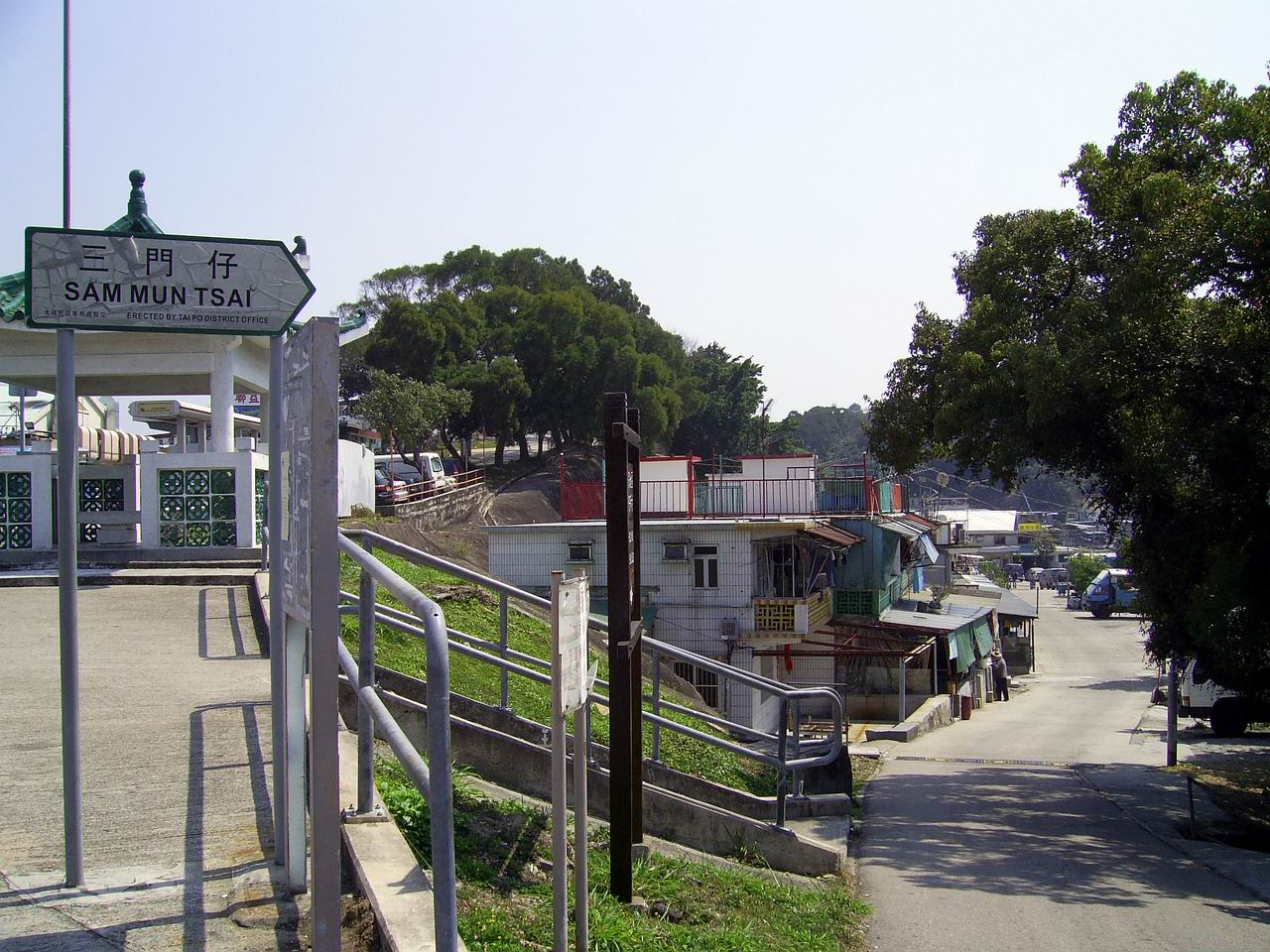
Entrée du nouveau village de Sam Mun Tsai.

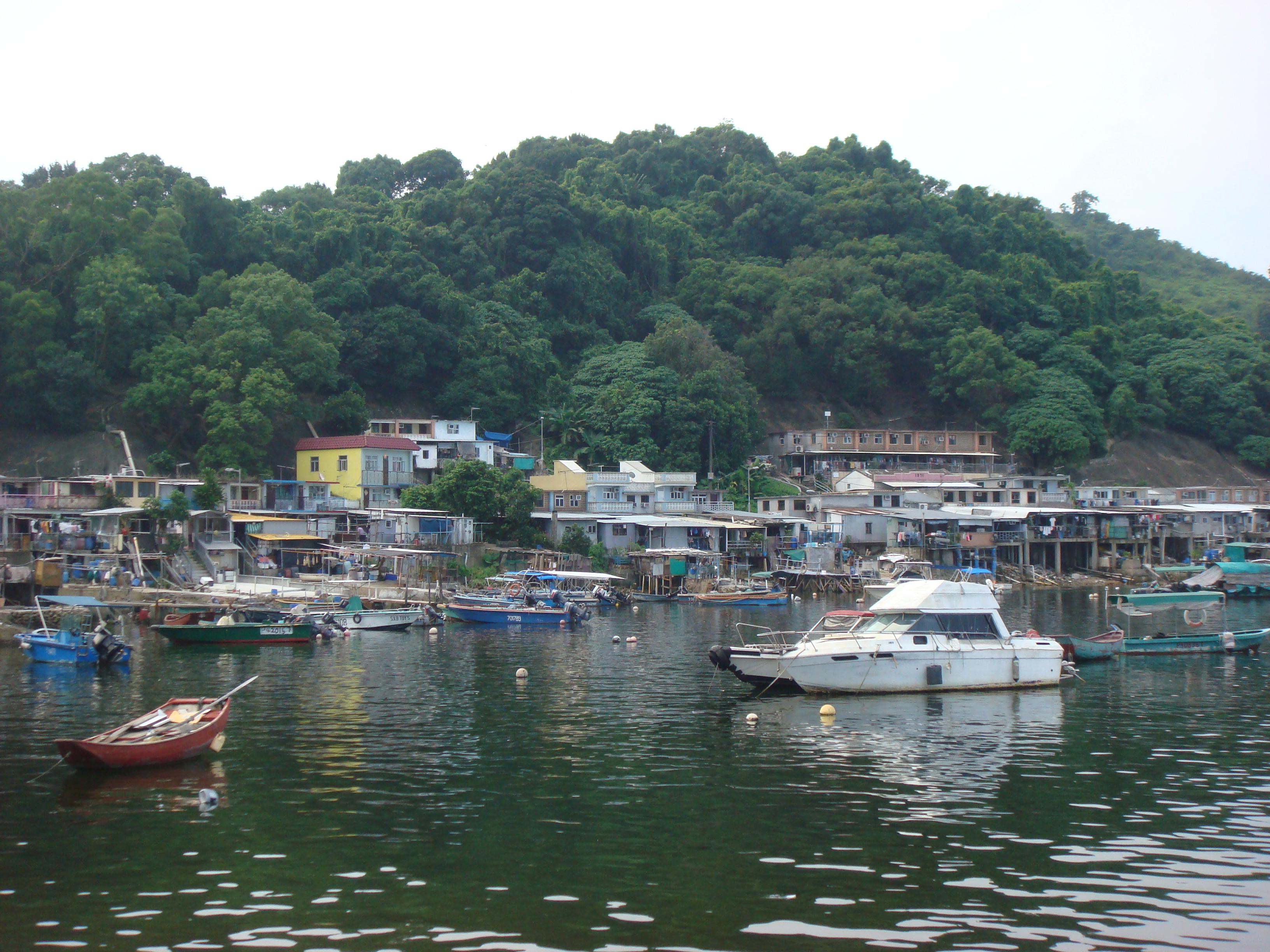
Le nouveau village de Sam Mun Tsai vu de l'abri anti-typhon de Shuen Wan.

Yim Tin Tsai (chinois traditionnel : 鹽田仔 ; litt. « petit champ de sel ») est une île située dans Tolo Harbour, dans le district de Tai Po des Nouveaux Territoires de Hong Kong.

## Géographie
Yim Tin Tsai est située dans les Nouveaux Territoires à Tolo Harbour à la limite sud de Plover Cove. Elle est reliée à la terre ferme au nord par une route conduisant à côté de Beverly Hills, et à l'île de Ma Shi Chau à l'est par un tombolo[réf. à confirmer] qui n'est accessible qu'à marée basse. Le nouveau village de Sam Mun Tsai (三門仔新村) et le village de pêcheurs de Luen Yick (聯益漁村) sont situés dans le nord de l'île. Les deux villages font face à l'abri anti-typhon de Shuen Wan (船灣避風塘).
Alors que Yim Tin Tsai ne fait pas partie de la zone spéciale de Ma Shi Chau, une petite île sans nom située à environ 100 m au nord-est du rivage appartient à la zone[réf. à confirmer].

## Histoire
Un site préhistorique du Néolithique final datant d'environ 4 000 ans, a été identifié sur Yim Tin Tsai. Des sites préhistoriques ont été découverts sur les deux autres îles de Tolo Harbour, à savoir Yuen Chau Tsai (3 000 ans, Âge du Bronze) et le l'île du centre (6 000 ans, Néolithique moyen)[réf. à confirmer].
Des membres du clan Hakka Chan (陳) venant de l'actuel Shenzhen se sont installés à Yim Tin Tsai au cours du XIXe siècle. D'autres membres du clan s'installèrent sur l'île homonyme Yim Tin Tsai de Sai Kung ainsi qu'à Ping Yeung et à Ta Kwu Ling dans le district du Nord. Des salines étaient en production à Yim Tin Tsai à l'époque[réf. à confirmer].
Les pêcheurs qui habitent maintenant le nouveau village de Sam Mun Tsai vivaient à l'origine sur des bateaux dans l'ancien village de Sam Mun Tsai à proximité de l'actuel rivage nord-est du réservoir Plover Cove. Ils ont été déplacés sur leur lieu de résidence actuel en 1966, en raison de la construction du réservoir. À l'époque, 36 familles ont été déplacées[réf. à confirmer]. D'importants travaux de rénovation ont été menés dans le village en 2006-2007[réf. à confirmer].